# حكلة
حكلة قرية سوريّة تتبع إداريّاً لمحافظة حلب منطقة السفيرة ناحية مركز السفيرة، بلغ تعداد سكانها 604 نسمة حسب التعداد السكاني لعام 2004.